# Risto Björlin
Risto Björlin (Vaasa, Finlandia, 9 de diciembre de 1944) es un deportista finlandés retirado especialista en lucha grecorromana donde llegó a ser medallista de bronce olímpico en Múnich 1972.

## Carrera deportiva
En los Juegos Olímpicos de 1972 celebrados en Múnich ganó la medalla de bronce en lucha grecorromana de pesos de hasta 57 kg, tras el luchador soviético Rustam Kazakov (oro) y el alemán Hans-Jürgen Veil (plata).